# Poręba (przystanek kolejowy)
Poręba – mijanka i przystanek osobowy w Porębie, w województwie śląskim, w Polsce.
W ramach projektu budowy linii kolejowej Tarnowskie Góry – Pyrzowice – Zawiercie w miejscu stacji wybudowano przystanek wraz z mijanką o tej samej nazwie, który został oddany do użytku 10 grudnia 2023 roku wraz z otwarciem ruchu pasażerskiego na linii kolejowej nr 182.